# Мясников, Сергей Викторович
Сергей Викторович Мясников (8 октября 1968) — советский футболист, нападающий, полузащитник.

## Биография
Воспитанник ЭШВСМ Москва. В первой половине сезона-1984 выступал за дублирующий состав клуба первой лиги «Таврия» Симферополь, за основную команду сыграл один матч — 31 июля в возрасте 15 лет провёл 120 минут в гостевой игре 1/64 Кубка СССР против «Целинника» (1:2). Затем перешёл в московский «Спартак», в 1984—1985 годах сыграл 20 матчей за дубль, забил один мяч. В 1985 году провёл четыре игры за фарм-клуб — «Красную Пресню». Сезон-1986 начал в днепропетровском «Днепре» — 7 игр, 2 гола за дубль, затем перешёл в команду первой лиги ЦСКА — 6 игр. В 1987 году сыграл за ЦСКА в высшей лиге 5 игр и 20 игр (9 мячей) — в турнире дублёров. Сезон-1989 начал вновь в «Красной Пресне» — 18 матчей, затем перешёл в «Днепр» Могилёв, где за 2,5 сезона в 79 играх забил 4 мяча. Позже играл в польских клубах «Варта» Познань (1991/92), «Сталь» Мелец (1992/93), «Стилон» Гожув-Велькопольский (1993/94), «Погонь» Лемборк (1995/96), «Балтык» Гдыня (1995/96).
Победитель юношеского турнира УЕФА 1985 года.